# Jacob Johan Anckarström
Jacob Johan Anckarström, född 11 maj 1762 på Lindö sätesgård i Vallentuna socken i Uppland, död 27 april 1792 på Galgbacken på Hammarbyhöjden i Stockholm (avrättad), var en svensk adelsman och militär, främst känd för att ha mördat kung Gustav III av Sverige under en maskeradbal på operahuset i Stockholm 1792. 
Efter mordet bytte familjen namn till Löwenström och sålde västra delen av godset Lindö för att bilda en stiftelse med Löwenströmska lasarettet som försoningsgåva till Sverige. På familjens vapensköld i Vallentuna kyrka och i Riddarhuset skrapade man bort eller målade över namnet Anckarström och ersatte det med Löwenström.

## Biografi
Anckarström var son till överstelöjtnanten Jacob Johan Anckarström den äldre och Hedvig Ulrika Druva. Carl Grimberg anger att hans barndom var olycklig och att han redan som späd förlorade sin mor, och att han fick en hård och sträng uppfostran av fadern. Faders nära vän, Carl Christoffer Gjörwell den äldre, anger däremot att fadern: mindes sin egen besvärliga och misslyckade undervisning, han ömade för sine Söners efter bättre Handledningar. Sant är dock att modern dog 1771, när Anckarström var 9 år. Fadern dog 1777, när han var 15.
Han inledde sin bana som militär, beviljades med kaptens grad avsked 1783 och ägnade sig därefter åt lantbruk och penningutlåning. Han gifte sig 1783 med Gustaviana Elisabet Löwen. Anckarströms sista adress i Stockholm var i kvarteret Lammet på Norrmalm där han hyrde en kammare i gårdshuset av nuvarande Gamla Brogatan 21. Att Anckarström bodde granne med Carl Michael Bellman tycks vara en skröna. Familjen Bellmans sista adress låg längre västerut i ett hus nära Gamla Kungsholmsbron i korsningen Gamla Kungsholmsbrogatan / Lilla Munklägersgatan och det numera försvunna kvarteret Braxen (nu Centralstationens banområde).

### Anklagad för spioneri och uppvigling
En händelse som fick ett stort inflytande på Anckarströms livsöde var en resa till Gotland som han på sommaren 1790 företog tillsammans med sin fru och en annan oppositionsman, auditören Rundberg. Detta var i samband med Gustav III:s ryska krig. Anckarström reste under det uttalade syftet att köpa en lantegendom, Rundberg för att hälsa på sina föräldrar.
Redan ombord på båten hade Anckarström och Rundberg väckt uppståndelse genom sitt klander av kungen och hans krigspolitik. En av reskamraterna fann sig vid framkomsten föranlåten att varna gotlänningarna för de båda männen, som han kallade "fullkomliga ryssar". Den 9 augusti anlände de resande till Kyllaj hamn på Gotlands östkust. Här tog de in hos en skeppare och tillbringade kvällen i sällskap med värden och dennes föräldrar. Nu fälldes ännu starkare ord om kungen och särskilt om faran för Gotland av det påbörjade kriget. Förutom kungen kritiserades den svenska krigsmakten, och Anckarström sade bland annat till skepparen, att om han ville skicka sin hund till Finland så kunde denne också bli fänrik.
Genom Anckarströms värdfolk blev saken inrapporterad till myndigheterna, som misstänkte Anckarström för spioneri och uppviglingsförsök. På hösten, efter sin återkomst till Stockholm, fick Anckarström och Rundberg stämning att inom fyra veckor inställa sig i Visby för rättegång. Tiden gick, och de två anklagade kom inte till Visby. I april 1791 blev de slutligen genom Överståthållarämbetets försorg tagna i förvar och transporterade över till Visby. Handlingarna i målet överlämnades sedan till Svea hovrätt, och de anklagade blev i augusti återförda till Stockholm, där de försattes på fri fot. Målet blev dock inte avgjort förrän efter Anckarströms död. Det slutade med de anklagades frikännande, egentligen till följd av bristande bevisning. Gustav III ska själv ha beordrat att åtalet mot Anckarström skulle läggas ner.
Gotlandsincidenten ledde till att den avoghet Anckarström förut hyst mot kungen övergick till bittert hat som födde hämndtankar. Han anförtrodde sina mordplaner åt Clas Fredrik Horn, som blev hans medkonspiratör.

### Mordet på Gustav III

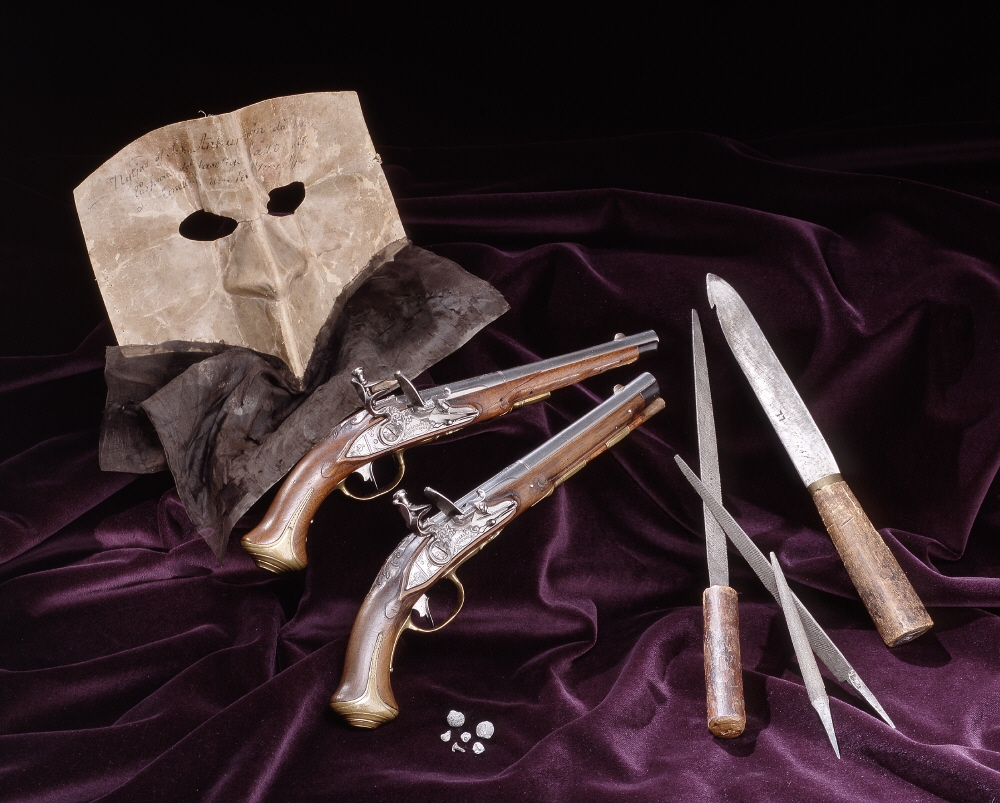
Den mask Anckarström bar på maskeraden, samt de pistoler och den hullingförsedda kniv han hade med sig. Man ser även de nubb och kulor varmed pistolerna var laddade.

Den 16 mars 1792 sköt Anckarström Gustav III under en maskerad på Operan i Stockholm. Skottet med metallskrot avlossades på nära håll mot kungens rygg. Kungens sällskap vid middagen innan, friherre von Essen, befallde genast att dörrarna skulle spärras och polismästaren, lagman Nils Henric Liljensparre, lät demaskera alla och namnen antecknades.
Anckarström arresterades dagen därpå för mordet. Han bekände sig skyldig redan vid första förhöret, men nekade i början envist till att några andra hade varit medvetna om eller delaktiga i attentatsplanerna. Utredningar och påtryckningar skulle dock snart visa annat, bland annat lyckades man knyta en rock, en syrtut, till greve Claes Horn, och medgivande från både Anckarström och Horn om att de umgåtts före maskeraden och besökt den tillsammans. Detta skapade misstankar mot Horn och därefter uppkom misstankar även mot greve Adolf Ribbing.
Liljensparre hade ett känsloladdat förhör där han nämnde att han under en husrannsakan hos Anckarström fått tillfälle att träffa dennes barn. Han lovade att man skulle göra vad man kunde för att mildra dessas elände, och så gott det gick dölja graden av deras fars brott. Då bröt Anckarström samman och utbrast "Wisst äro Horn och Ribbing med i saken". Senare gav han en fullständig bekännelse och det ledde till att nya detaljer kom fram.
Den utredning som genomfördes gav vid handen, att Anckarström handlade på uppdrag av flera andra konspiratörer av vilka general Carl Fredrik Pechlin varit den ledande. 
Det beslöts att låta ett begränsat antal personer förklaras skyldiga, och att låta Anckarström få stå som syndabock inför folket – det statuerande exemplet.

### Avrättningen

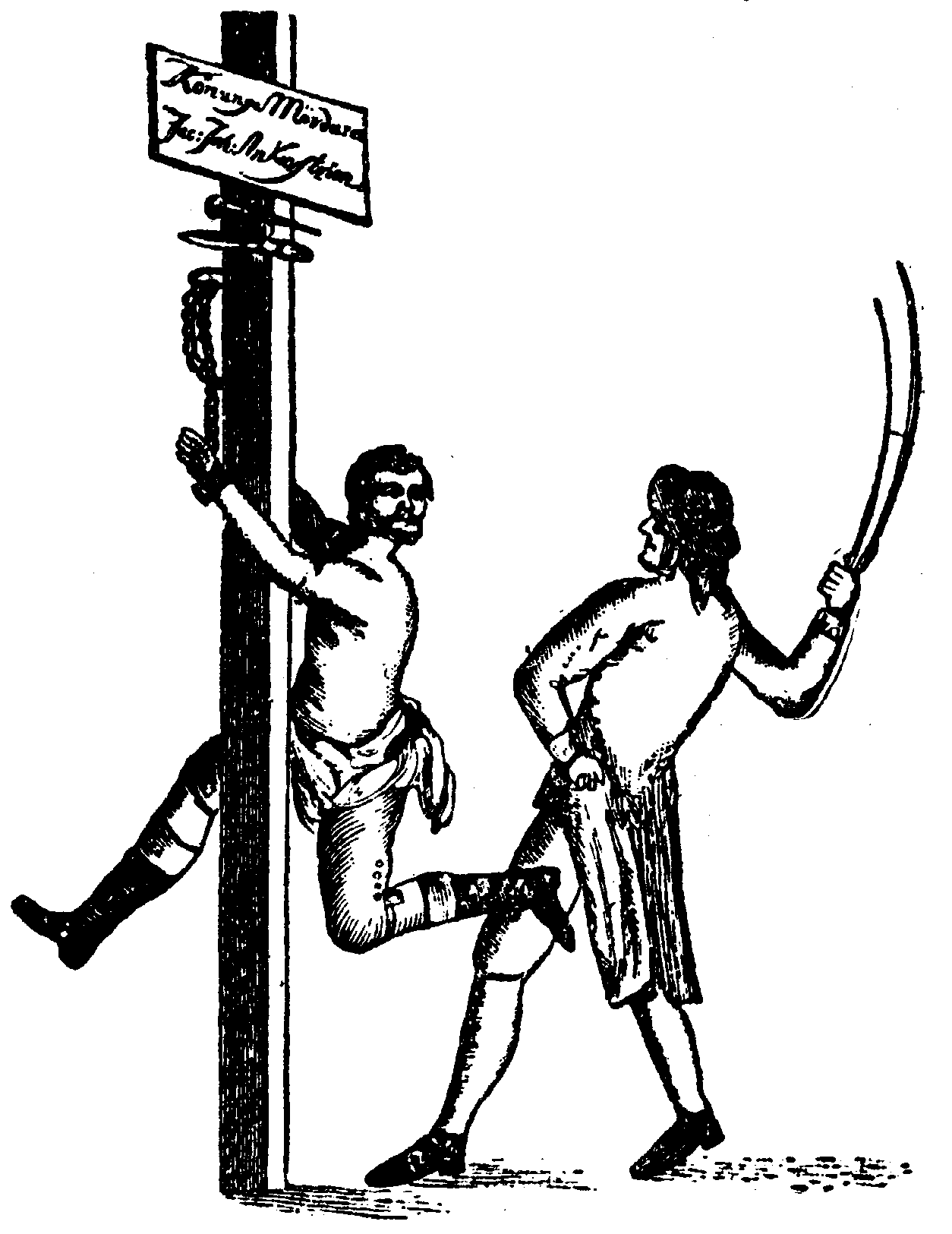
Anckarströms spöslitning (samtida teckning)

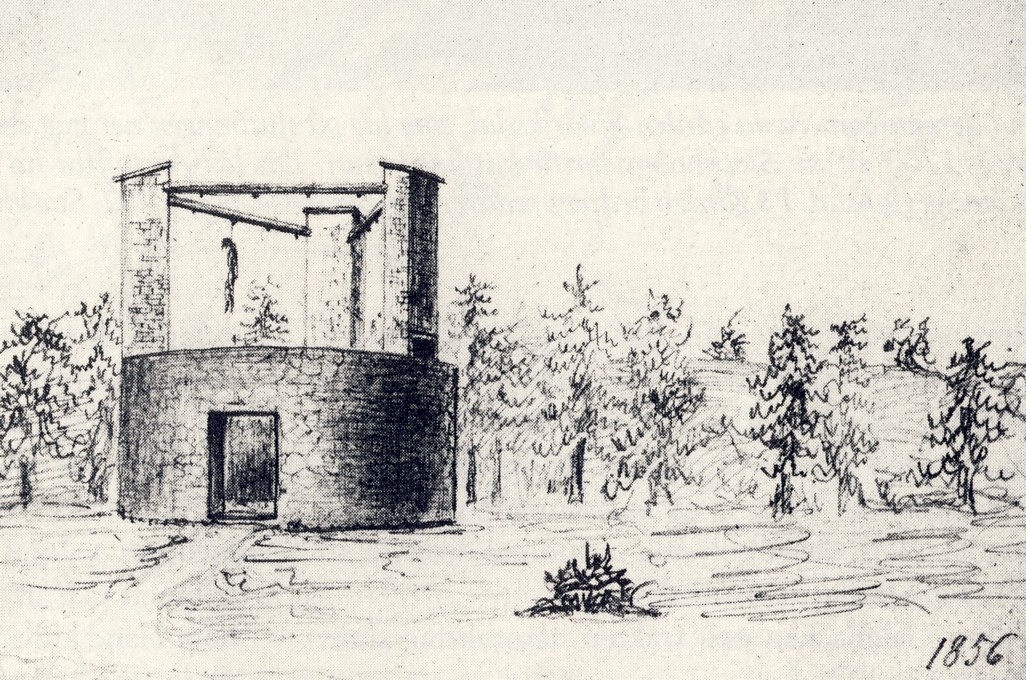
Skiss från 1856 som visar Galgbacken, Hammarbyhöjden.

Anckarström dömdes till skamstraff och dödsstraff: "jämte förlust av gods och ära även skall mista högra handen, halshuggas och steglas, sedan han likväl förut till straffets skärpande tre dagar å rad på särskilda stadens torg stått två timmar i halsjärn på schavott och därpå av bödeln med fem par spö blivit hudstruken".
Efter att ha hudflängts, det vill säga piskats i tre dagar på tre av Stockholms torg (Riddarhustorget, Hötorget och Nytorget), avrättades han genom halshuggning och stegling.
Hatet mot Anckarström var så stort att allmänheten samlade in pengar för att ge till piskaren för att denne skulle slå ännu hårdare. Rackarens dräng, som hämtats från Södertälje, utförde spöslitningen med yttersta stränghet. Ett ögonvittne, Carl Gustaf Nordin, berättar i sin dagbok om spöslitningen på Riddarhustorget: 
"Executionen fördes på det strängaste. Rackarens dräng, en stor stark karl, som tillförne varit profoss i Södertälje, slog honom, och vice slottsfogden förde befälet. Emellan vart slag dröjde en minut. Folket hurrade av nöje vid vart slag, ropade: ’Bra! Slå bra! Det var rätt etc.’, samlade ock penningar i hopen åt den som slog. Han säges hava i sådana styvrar fått 22 rdr. Anckarström stod frimodigt på schavotten och tycktes vara sinnad att med stort tålamod fördraga spöslitningen, men han teg blott vid första slaget; vid det andra pep han litet och rörde på högra benet, men vid det tredje vrålade han och höjde sedan bägge benen vid vart slag."
Anckarström yttrade själv efteråt att spöslitningen "översteg den tanke, han gjort sig om höjden av mänskliga plågor".
Anckarström hade på avrättningsdagen intagit en stadig frukost med bröd, mjölk och två kotletter. Han hade uppenbarligen försonats med tanken på att avsluta jordelivet och i vetskap om att hans barns framtid inte var hotad kunde han utan vidare bekymmer acceptera detta. På vägen mot torget hade han hälsat upp mot fönstren där han såg folk han kände. Dagen var vacker och solig, men något blåsig och Anckarströms långa hår fladdrade i vinden då han spänstigt hoppade ur vagnen vid avrättningsplatsen. Skarprättaren som utförde halshuggningen hette Jonas Bergman. Skådespelet utspelade sig på galgbacken utanför Skanstull (i nuvarande Hammarbyhöjden) och Anckarströms släkting Carl Christoffer Gjörwell den äldre skriver följande:
"Han lade sig lugnt ner med huvudet mot stupstocken och högerhanden mot ett annat block. Folksamlingen som naturligtvis var väldig bevittnade moltyst bödelns stora skicklighet med bilan, som raskt skilde huvudet och handen från kroppen, vilken därpå fick ligga där den låg en stund och sedan vändes på rygg så att blodet skulle rinna av. I väntan på detta styrkte sig bödeln och hans drängar med bröd och brännvin. De ristade sedan upp liket från halsen och nedåt, tog ut hjärtat och inälvorna och stoppade dessa tillsammans med könsdelarna i en påse som grävdes ner under galgen. Kroppen styckades därefter med bila i fyra delar som lades på hjul. En lång spik slogs genom huvudet, och en av bödelsdrängarna klättrade upp på en stege med detta och spikade fast det vid galgen med många hammarslag. Handen spikades upp därunder, och därmed var skådespelet över."
Anckarströms sista ord var "Pris och ära vare dig, herre Jesu innerligt!", efter att hans själasörjare pastor Adolf Roos vid stupstocken strukit sin hand över hans bara hals och sagt "Dig är förvarad härlighetens krona".
Då hade kung Gustav varit död sedan nästan en månad (29 mars) och hans bön om nåd för gärningsmännen bortsåg man från.
Kroppsdelarna låg kvar på steglet i flera månader. Natten mellan den 23 och 24 juli stals kroppsdelarna från avrättningsplatsen. Dessa hittades den 27 juli utspridda längs vägen i Årsta och återfördes till avrättningsplatsen.
Obekräftade uppgifter säger att Gustaf Ulrik Silfversparre några dygn efter avrättningen ska ha låtit sina betjänter i nattens mörker gräva upp Anckarströms kvarlevor från galgbacken för att föras på kärra till Silfversparres herrgård Nävekvarn, där dessa begravdes i trädgården. Silfversparre hade deltagit i komplotten mot Gustav III, men klarat sig undan upptäckt.
Ätten Anckarström antog samma år med kungligt tillstånd namnet Löwenström.

### Barn
1. Gustaf Adolf Anckarström (1784–1784)
2. Gustava Eleonora Löwenström, född 26 februari 1785 i Stockholm, död 17 april 1860 i Visby. Hon gifte sig 1 november 1803 med fångpredikanten i Visby Olof Bolander (1771–1840); de fick sex barn, där en nutida ättling är Ulf Adelsohn.[14]
3. Johan Jacob Löwenström (1786–1863), som gifte sig med Nelly Theresia Helander och blev kapten vid Älvsborgs regemente.[1]
4. Carl David Löwenström (1787–1842), som blev handelsman och underlöjtnant, gifte sig med Johanna Elisabeth Hallberg från Stockholm och bosatte sig i Visby.[15]
5. Jakob Johan Anckarström (1788–1788)
6. Carolina Lovisa Löwenström (1789–1869), som 1812 gifte sig med artilleriofficeren på Gotland Johan Vilhelm Persson Fåhræus (1787–1857).
7. August Futtje Anckarström (1790–91)

## I populärkulturen
I miniserien Sammansvärjningen, som ursprungligen visades på Sveriges Television 1986, gestaltades han av skådespelaren Allan Svensson.